# Parafia Matki Bożej Bolesnej w Dzikowicach
Parafia Matki Bożej Bolesnej w Dzikowicach – parafia rzymskokatolicka, terytorialnie i administracyjnie należąca do diecezji zielonogórsko-gorzowskiej, do dekanatu Szprotawa. W parafii posługują księża diecezjalni.
Proboszczem parafii od 1 sierpnia 2006 roku jest ks. Przemysław Kaminiarz.